# وژیور
وژیور (به انگلیسی: Vazhayur) یک روستا در هند است که در Malappuram district واقع شده‌است.

## خصوصیات
وژیور ۳۲٬۴۸۶ نفر جمعیت دارد.